# Plaine des Cafres
Plaine des Cafres es una meseta en la isla de Réunion, una de las islas Volcánicas de Francia en las Islas Mascareñas al sudoeste del Océano Índico. Es parte de la comuna francesa de Le Tampon.
Debe su nombre a los Cafres, esclavos negros que se escondieron en esta zona durante el siglo XVIII.

## Geografía
La planicie se sitúa entre las dos cadenas montañosas del Pitón de las Nieves y del Pitón de la Fournaise, la Plaine des Cafres está separada del municipio de La Plaine-des-Palmistes por el col de Bellevue, un paso de montaña que culmina a 1630 m. Desde la Plaine des Cafres parte la carretera RF5 que conduce al volcán Pitón de la Fournaise.

## Economía
Gracias a la abundancia de llanuras cubiertas de prados, la cría de ganado vacuno está muy desarrollada. La mayor parte del ganado criado en la isla se encuentra en la Plaine des Cafres. Los numerosos pastos para vacas confieren a la zona un carácter alpino.

## Infraestructuras

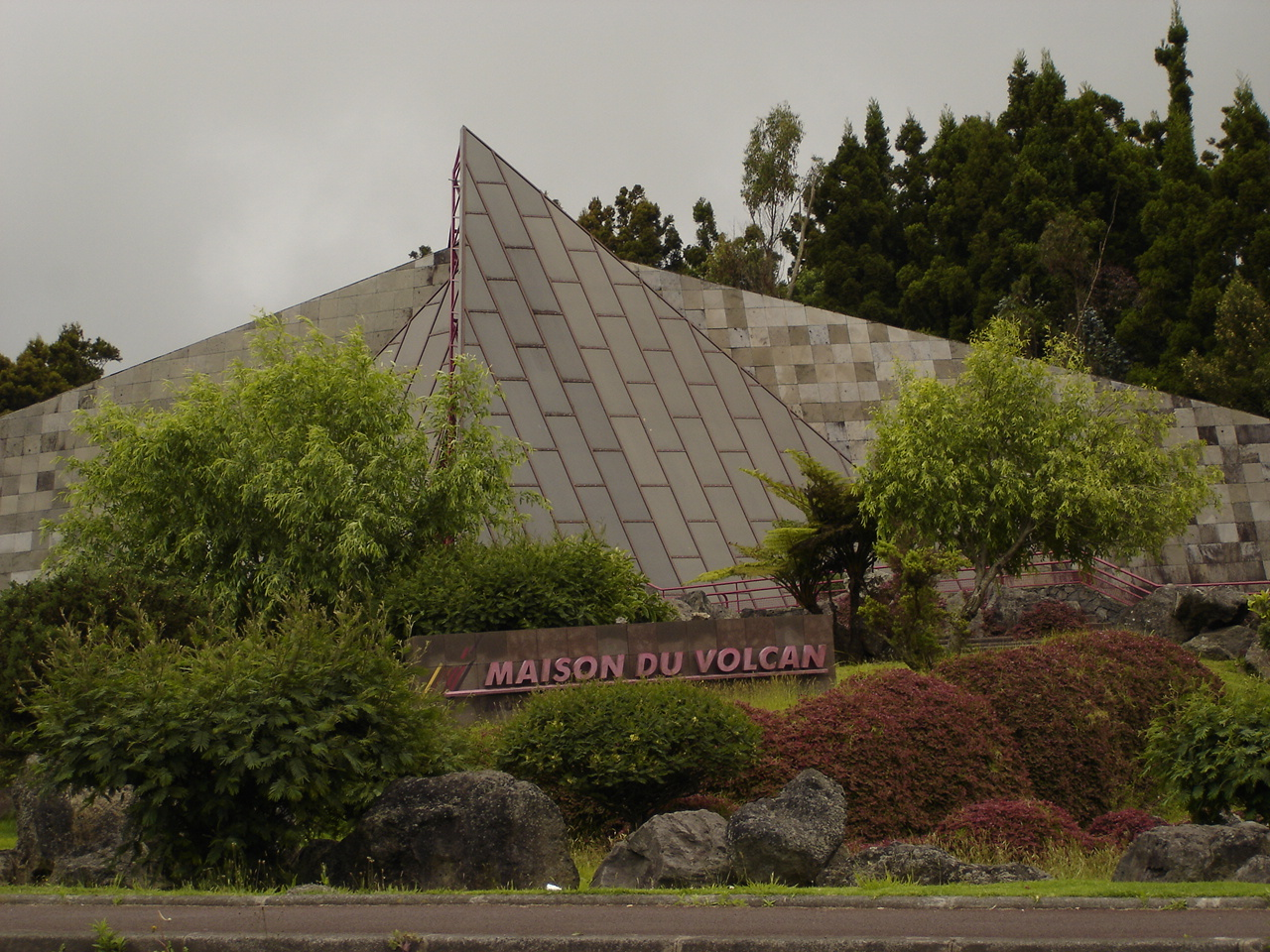
La Maison du Volcan, un centro de interpretación de los volcanes.

Desde 1979, la Plaine des Cafres alberga el Observatorio del volcán Piton de la Fournaise. Cuenta también con un colegio universitario.